# Tarin des aulnes
Spinus spinus
Ne doit pas être confondu avec le Tarin des pins (Spinus pinus).
Espèce
Statut de conservation UICN

 LC  : Préoccupation mineure
Le Tarin des aulnes (Spinus spinus, anciennement : Carduelis spinus) est une espèce de passereaux partiellement migratrice de la famille des fringillidés.

## Historique et dénomination
L'espèce a été décrite pour le naturaliste suédois Carl von Linné en 1758, sous le nom initial de Fringilla spinus.

### Synonymie
- Fringilla spinus Linné, 1758 Protonyme
- Carduelis spinus

## Description

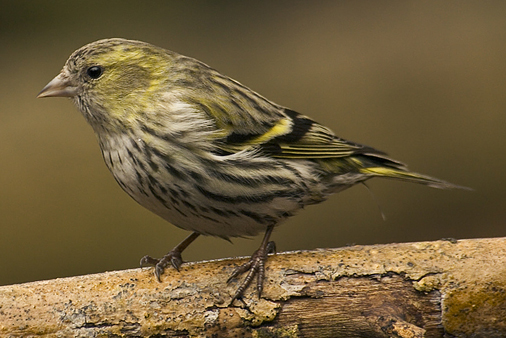
Tarin des aulnes femelle.

Le tarin qui est l'un des plus petits fringillidés mesure environ 12 cm. L'adulte et le juvénile sont assez trapus, avec les ailes à bandes noires, et une barre alaire jaune vif. Le croupion est jaune verdâtre, et la queue noire avec des taches jaunes à la base. Le ventre et la poitrine est jaune très clair, tirant sur le blanc et pouvant être strié de noir. Son dos est vert grisâtre légèrement rayé, et les sous-caudales et les flancs sont fortement rayés de noir. La couleur verdâtre du plumage du tarin à certains endroits vient du mélange de plumes noires au milieu d'une majorité de plumes jaunes.
Le Tarin des aulnes peut être facilement confondu avec le Serin cini et le Venturon montagnard.

### Aspect du mâle
Le mâle a la calotte et le menton noirs, l'arrière-sourcil jaune et les joues verdâtres.

### Aspect de la femelle
La femelle ne possède pas la calotte noire et est moins bariolée, tirant plus vers le brun-gris surtout sur le dos, mais est plus blanche sur le ventre. Elle est beaucoup plus rayée à la poitrine et aux flancs que le mâle.

### Aspect des juvéniles
Quant au juvénile ses rayures sont encore plus accentuées que celles de l'adulte, et son aspect général est plus brun.

## Chant et cri
Son chant, assez aigu et perçant, est un gazouillis musical incessant, et souvent terminé d'un dèètsch ou d'un chèi étiré. Au vol son cri est un tsî-e ou un tlie dih. Dans leurs deux premières semaines les jeunes tarins poussent un tchètchètchèt…. Lorsqu'il est inquiet ou intrigué l'adulte lance un tsou-ît grinçant.

## Comportements
Il est très actif et assez erratique, mais est très sociable envers les autres espèces de passereaux. Le tarin se déplace principalement en groupe dont la composition varie de quelques individus à plusieurs dizaines de couples.
Lorsqu'il se nourrit son comportement se rapproche de celui des mésanges, car il se perche facilement la tête en bas pour atteindre sa nourriture.
Le vol du tarin est onduleux et dansant surtout lorsqu’il se déplace en groupes.
Pendant la parade nuptiale le mâle poursuit la femelle, puis se dresse devant elle les plumes hérissées et les ailes légèrement entrouvertes. Le vol nuptial du mâle continue à tourner en papillonant autour de la femelle.

## Longévité
Il vit en moyenne une dizaine d'années.

## Habitat
Le tarin habite dans les zones assez boisées tels les bois, les forêts ou les terrains vagues, et a une préférence pour les conifères. Durant la période hivernale il fréquente les aulnes et les bouleaux et il n'hésite pas à se rapprocher des habitations, où il fréquente volontiers les mangeoires.

### Distribution

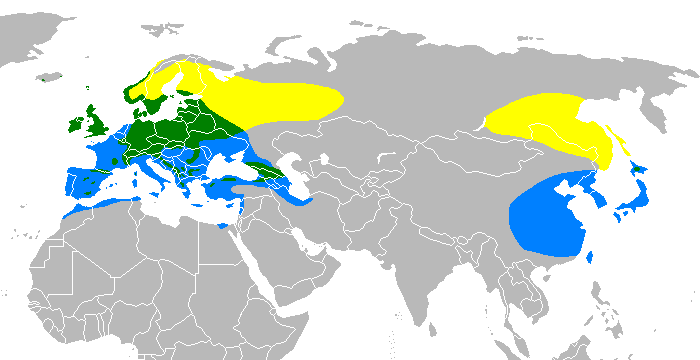
Répartition géographique
zone de reproduction d'été
zone d'habitat permanent
zone d'hivernage

Il est présent dans toute l'Europe le Moyen-Orient et l'Asie (excepté l'Asie du Sud-Est) et au Maghreb en Égypte et en Libye. Des cas ont été aussi recensés en Indonésie. Des individus égarés ont été observés en Alaska, au Yémen et aux Philippines.
Seuls les individus nordiques sont considérés comme migrateurs.

### Dominance sociale
Senar et al. (1993) ont étudié, sur des tarins mâles, sauvages et captifs, le rôle que joue la bavette noire comme signe de dominance au sein du groupe. En effet, le juvénile présente une bavette très petite ou absente et ne l’acquiert qu’après la première mue totale. Néanmoins, ce ne sont pas forcément les oiseaux les plus âgés qui arborent les bavettes les plus larges mais bien les sujets dominants. La taille de la bavette, signal extérieur très visible et aisément repérable, représente donc un rang social déterminé. Ainsi, s’instaure une hiérarchie sociale particulièrement efficace parmi les membres de différents groupes confrontés à des congénères extérieurs appartenant à d’autres sous-groupes, en raison de la grande mobilité de l’espèce durant l’hiver.

### Nidification

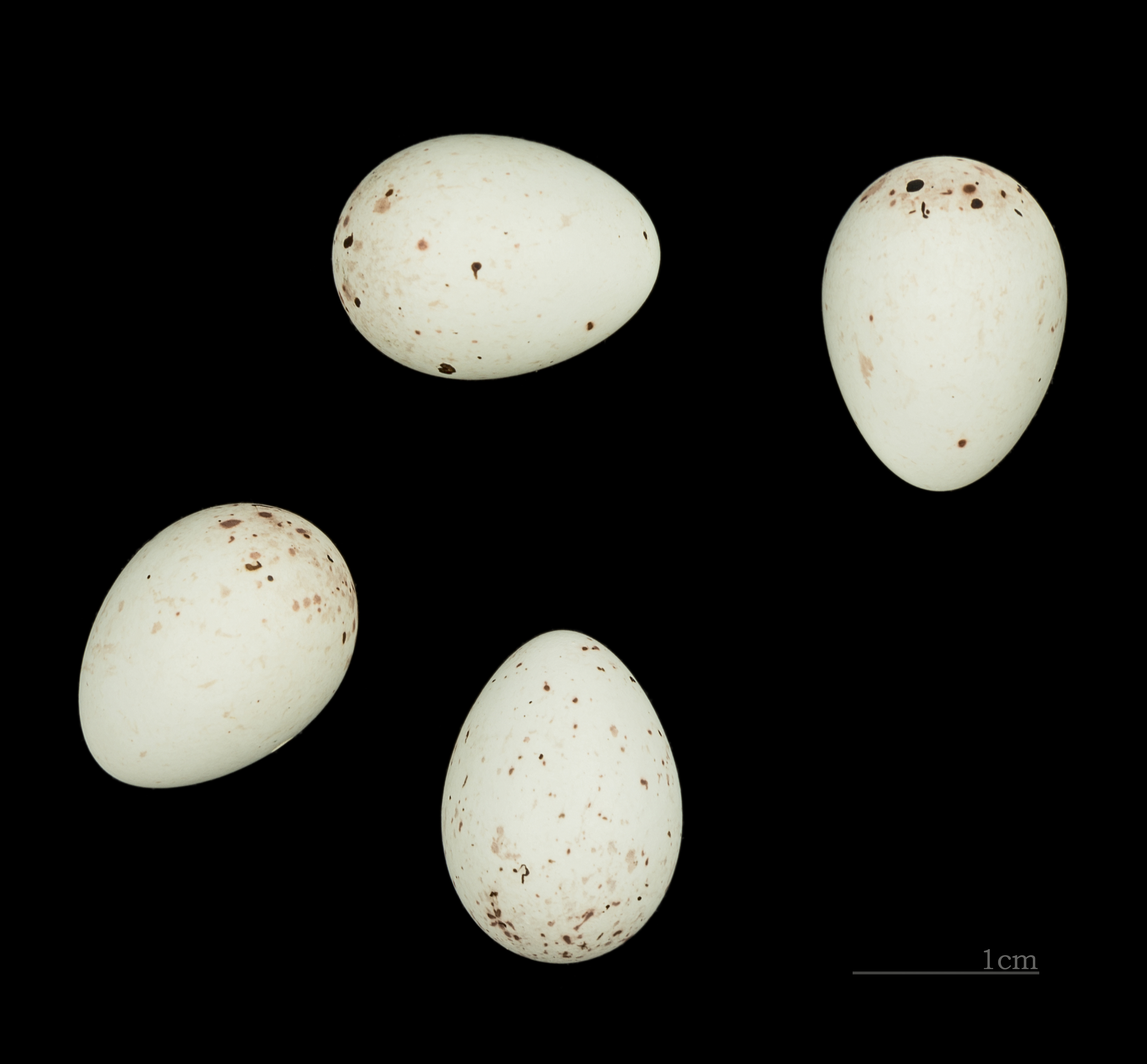
Œufs de Spinus spinus Muséum de Toulouse.

Vers fin mars, les tarins quittent leurs retraites d'hiver, et retournent dans les aires de nidification. Le nid est généralement construit sur l'extrémité d'une branche dans la cime d'un conifère, souvent à plus de 20 mètres de hauteur. Le nid est constitué de radicelles, de crin, de plumes et de duvet finement tressés par les adultes. Une fois le nid achevé la femelle pond de 4 à 6 œufs bleu pâle tachetés de roux et d'une taille d'environ 15–19 mm x 11–13 mm, qu'elle va couver seule pendant un peu moins d'une semaine.

### Élevage des oisillons
Lorsque les oisillons éclosent, même si la femelle a couvé seule, ce sont les deux parents qui prennent en charge le nourrissage des petits, essentiellement avec des pucerons et des chenilles. Au bout de deux semaines, les jeunes quittent le nid et, d'ordinaire, le couple niche une seconde fois en juin.

## Alimentation

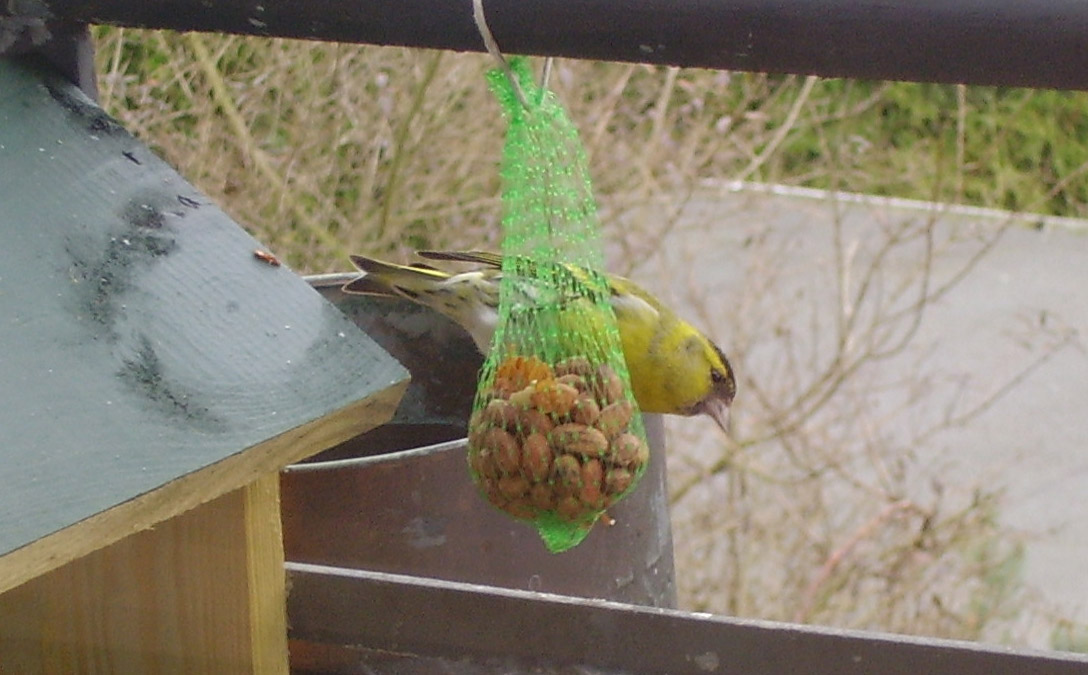
Tarin se nourrissant dans une mangeoire.

Le tarin adulte est essentiellement granivore, surtout les graines des feuillus tels l'orme le bouleau ou l'aulne, mais il se nourrit aussi de graines de chardon ou de pissenlit. Plus exceptionnellement il se nourrit de baies et de bourgeons de résineux. Les juvéniles quant à eux sont essentiellement nourris d'insectes.
Son alimentation étant très semblable à celle du Chardonneret élégant, cela les fait souvent se côtoyer.

## Protection
Selon l'UICN la population des tarins est estimée entre 20 et 35 millions en Europe. La population mondiale n'est pas exactement recensée, mais son déclin est proche des critères de la liste rouge de l'UICN (déclin de 30 % de la population en 10 ans), et c'est pour cette raison que l'espèce est classé en tant que statut "Préoccupation mineure".

## Mythologie, symboles
Les tarins sont tellement discrets pendant la période de reproduction, que dans la mythologie germanique, une vieille légende disait que ces oiseaux cachaient une pierre magique dans leur nid ce qui les rendait invisibles.
À Saint-Pétersbourg, près du premier pont des Ingénieurs, se trouve une petite statuette de l'oiseau dit Tchijik-Pyjik (représentant un tarin des aulnes), qui est le sujet de comptines russes.